# 姆利尼夫區

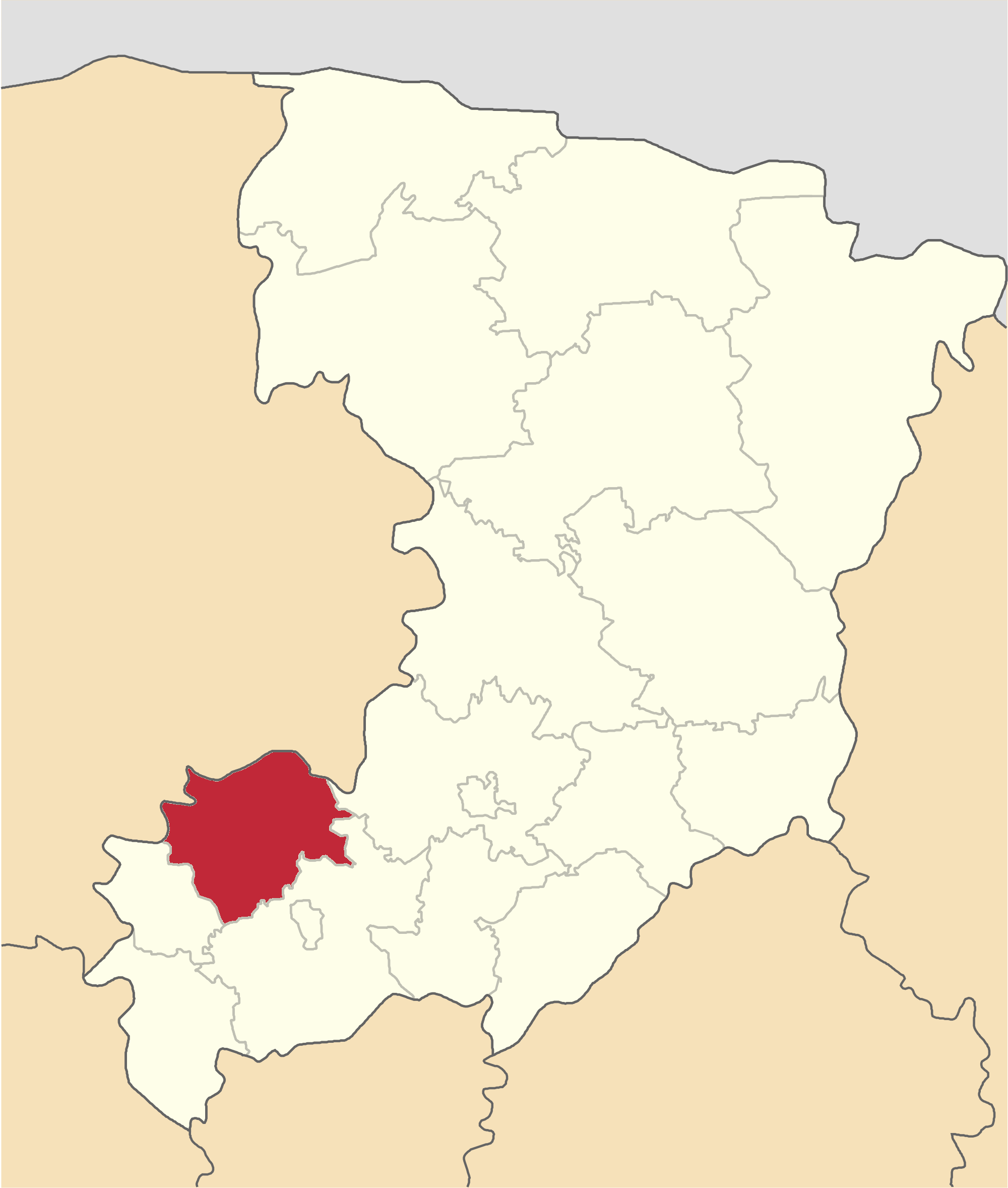

50°35′00″N 25°35′00″E / 50.5833°N 25.5833°E
姆利尼夫區（烏克蘭語：Млинівський район）是位於烏克蘭西北部羅夫諾州的舊區，首府設於姆利尼夫，並於2020年被撤銷。該區面積945平方公里，2015年人口37,880，人口密度每平方公里40.1人。